# Spielabbruch
Ein Spielabbruch ist die vorzeitige Beendigung eines Spiels. Dies wird in der Regel durch einen Schiedsrichter veranlasst, wenn dieser die Umstände als so problematisch einschätzt, dass das Spiel entgegen den üblichen Regeln nicht weitergeführt werden sollte, obwohl zu dem Zeitpunkt noch kein endgültiges Ergebnis feststeht.
Gründe für einen Spielabbruch können u. a. sein: Unwetter, Unbespielbarkeit des Platzes, Ausschreitungen der Zuschauer oder deren Verhalten (z. B. Anwendung von Pyrotechnik), verletzungs- oder strafbedingte Unterschreitung der Mindestanzahl von Spielern auf dem Platz. Im Fußball beträgt die allgemeine Wartezeit bei einem Unwetter beispielsweise 30 Minuten, ehe der Schiedsrichter eine Partie abbrechen soll.
Der Schiedsrichter muss den Spielabbruch begründen, den Mannschaftsverantwortlichen mitteilen und im Spielbericht vermerken, sodass ein Sportgericht im Nachgang über weitere Maßnahmen und die Wertung des Spiels beraten und im Rahmen einer Strafverifizierung darüber entscheiden kann.